# Polyblastus marjoriae
Polyblastus marjoriae är en stekelart som beskrevs av Dmitriy R. Kasparyan 1993. Polyblastus marjoriae ingår i släktet Polyblastus och familjen brokparasitsteklar. Inga underarter finns listade i Catalogue of Life.